# 南通 (秋田市)
南通（みなみどおり）は、秋田県秋田市中心部の地域。1967年（昭和42年）5月1日に行われた住居表示実施の際に新しく作られた地名である。南通亀の町・南通築地・南通みその町・南通宮田の4町から構成される。

## 地理
秋田市の中央部に位置する。東をJR羽越本線、北を南大通り（秋田市道）、西を旭川、南を楢山広小路（秋田市道。ただし南通宮田には貫通していないため別の市道および大平川が南端）に囲まれた範囲で、区画は西端が狭く（南北約300 m）東端が広い（南北約800 m）台形になっている。「南通」の名は町名整理前からこの地域を「南通」と通称していたことに由来する。東は東通、南東・南は楢山、西は大町、北は中通に隣接する。
以下の4町からなる。
南通亀の町（みなみどおりかめのちょう）
郵便番号は010-0011。旧町名の「亀ノ丁」から命名された。南通地区の西端で、東は南通みその町、南は楢山南中町・楢山登町、西は大町六丁目、北は中通五丁目に隣接する。旭川に沿う秋田県道28号秋田岩見船岡線は有楽町通りと通称され、川反繁華街の南の延長として映画館や料亭などが立ち並んでいたが、近年は衰退が著しい。その他、北端の南大通りや南端の楢山広小路沿いなどが商店街となっており、区画内部は住宅地である。
南通築地（みなみどおりつきじ）
郵便番号は010-0013。旧町名の「築地」から命名された。東は南通宮田、南は楢山佐竹町・楢山本町、西は南通みその町、北は中通六丁目に隣接する。南大通りや楢山広小路沿いは商店街で、その他は武家屋敷の面影を残した住宅地である。
南通みその町（みなみどおりみそのちょう）
郵便番号は010-0012。聖霊学園の「聖」「園」を取った「聖園」（みその）から命名された。東は南通築地、南は楢山本町、西は南通亀の町、北は中通六丁目に隣接する。北部に中通総合病院が、中部に学校法人聖霊学園本部、聖霊学園高等学校及び聖霊女子短期大学付属幼稚園・保育園がある。南大通りと楢山広小路に商店が並び、その他は住宅地である。
南通宮田（みなみどおりみやた）
郵便番号は010-0014。旧字名の「宮田」から命名された。南通地区の東端で、羽越本線と大堰端（秋田市道）に東西を挟まれた南北に細長い区画。東は東通観音前・東通館ノ越、南東は楢山大元町・楢山金照町、南は楢山愛宕下・楢山字寺小路・楢山古川新町、西は楢山佐竹町・南通築地、北は中通七丁目に隣接する。中部に秋田市立秋田南中学校があり、その裏手や北部にJR東日本社宅が立ち並ぶ。北端の南大通りは明田地下道で奥羽本線・羽越本線を潜り東通へと抜けているが、かつては100 mほど南にあった明田踏切が使われており、「開かずの踏切」として知られていた。

### 河川
- 旭川
- 太平川

## 歴史
久保田藩主佐竹氏の居城であった久保田城の城下町のうち、中級上位の家臣が在した亀ノ町廓とそれに付随する亀ノ町外張、小禄の家臣が在した外廓の長野下・築地、更に農村部であった楢山村の一部を合わせた範囲に相当する。
亀ノ町廓は元和7年（1621年）に町割された。中通廓に続く本城正面の要地で、北を中通との境である殻堀、東を上堀、南東から南を下堀、西を旭川に囲まれていた。これらの堀は旭川以外は現存しないが、道路線形に名残を留める（例えば中通六丁目郵便局の150 mほど西、南大通りが屈曲する交差点から南西へ延びる道とその1本東の道は上堀跡に沿った道で、南端で接続する楢山広小路がそこでクランクになっているのは廓の出入口の一つ楢山口の跡だからである）。
長野下は長野町（現在の中通二丁目・四丁目・六丁目の各東部）の台地下を意味すると考えられ、延宝元年（1673年）以降に町割された中級・小禄の家臣が居住した町である。元治元年（1864年）8月に、北東端（長野下新町）の一部侍屋敷とその裏の長沼を埋め立てて藩の砲術所を設置し、西洋砲術の教練が行われた。
築地は名の通りの埋立地で、延宝元年（1673年）に長野下に続いて町割が行われた。富士山の土を舟で運んで埋めたとされ、低湿地のため開発が遅れ、明治以降にも富士山からの土盛りが繰り返し行われたという。

### 沿革
- 1967年（昭和42年）5月1日 - 住居表示実施に伴い、「南通」を冠する4町が作られる。
- 1980年（昭和55年）4月1日 - 明田地下道が開通する[12][13]。
- 1982年（昭和57年）10月8日 - 秋田銀行南通り支店楢山出張所が開業[14]。
- 1991年（平成3年）11月19日 - 秋田銀行南通り支店楢山出張所が昇格し、秋田銀行楢山支店となる[14]
- 2003年（平成15年）
  - 1月13日 - 「秋田シネマ旭」が閉館。
  - 5月30日 - 「シアタープレイタウン」がオープン。
- 2012年（平成24年）12月24日 - 通称有楽町（南通亀の町）で唯一営業していた映画館「シアタープレイタウン」が閉館[15]。
- 2020年（令和2年）4月6日 - 秋田銀行楢山支店が個人取引に特化した店舗となる[16]。
- 2021年（令和3年）
  - 2月25日 - この日をもって、秋田市唯一の銭湯「星の湯」が営業終了[17]。
  - 8月23日 - 秋田銀行楢山支店が、ブランチインブランチ方式により同行南通り支店に移転[18]。
- 2022年（令和4年）3月25日 - サラリーマンや映画館帰りの家族連れなどに幅広く愛されたラーメン店「万福」（東京まんぷくラーメン）が閉店[19]。
- 2023年（令和5年）7月29日 - 「第一シネマビル」跡地に、「いやし処ほてる寛楽秋田川反店」がオープン[20]。

### 町名の変遷
以下はすべて住居表示実施に伴う変更である。
| 実施後       | 実施年月日     | 実施前                                                      |
| ------------ | -------------- | ----------------------------------------------------------- |
| 南通亀の町   | 昭和42年5月1日 | 亀ノ丁新町（一部） かめのちょうしんまち                     |
| 南通亀の町   | 昭和42年5月1日 | 亀ノ丁西土手町（一部） かめのちょうにしどてまち             |
| 南通亀の町   | 昭和42年5月1日 | 亀ノ丁東土手町（一部） かめのちょうひがしどてまち           |
| 南通亀の町   | 昭和42年5月1日 | 亀ノ丁堀反新町 かめのちょうほりばたしんまち                 |
| 南通亀の町   | 昭和42年5月1日 | 亀ノ丁本新町（一部） かめのちょうもとしんまち               |
| 南通亀の町   | 昭和42年5月1日 | 田町（一部） たまち                                         |
| 南通亀の町   | 昭和42年5月1日 | 中亀ノ丁上町 なかかめのちょうかみちょう                     |
| 南通亀の町   | 昭和42年5月1日 | 中亀ノ丁末町（一部） なかかめのちょうすえちょう             |
| 南通亀の町   | 昭和42年5月1日 | 楢山虎ノ口新町（一部） ならやまとらのくちしんまち           |
| 南通亀の町   | 昭和42年5月1日 | 楢山本新町下丁（一部） ならやまもとしんまちしもちょう       |
| 南通築地     | 昭和42年5月1日 | 亀ノ丁新町（一部） かめのちょうしんまち                     |
| 南通築地     | 昭和42年5月1日 | 築地上本町 つきじかみほんちょう                             |
| 南通築地     | 昭和42年5月1日 | 築地北町（一部） つきじきたちょう                           |
| 南通築地     | 昭和42年5月1日 | 築地窪町 つきじくぼちょう                                   |
| 南通築地     | 昭和42年5月1日 | 築地下東丁（一部） つきじしもひがしちょう                   |
| 南通築地     | 昭和42年5月1日 | 築地下本町 つきじしもほんちょう                             |
| 南通築地     | 昭和42年5月1日 | 築地中町（一部） つきじなかちょう                           |
| 南通築地     | 昭和42年5月1日 | 築地東上町 つきじひがしかみちょう                           |
| 南通築地     | 昭和42年5月1日 | 築地南横丁 つきじみなみよこちょう                           |
| 南通築地     | 昭和42年5月1日 | 築地四ツ辻 つきじよつじ                                     |
| 南通築地     | 昭和42年5月1日 | 長野下新町（一部） ながのしたしんまち                       |
| 南通築地     | 昭和42年5月1日 | 長野下新町末南丁 ながのしたしんまちすえみなみちょう         |
| 南通築地     | 昭和42年5月1日 | 長野下新町東丁（一部） ながのしたしんまちひがしちょう       |
| 南通築地     | 昭和42年5月1日 | 長野下新町南丁 ながのしたしんまちみなみちょう               |
| 南通築地     | 昭和42年5月1日 | 長野下新町南横丁（一部） ながのしたしんまちみなみよこちょう |
| 南通築地     | 昭和42年5月1日 | 楢山上本町（一部） ならやまかみほんちょう                   |
| 南通築地     | 昭和42年5月1日 | 楢山中町（一部） ならやまなかちょう                         |
| 南通築地     | 昭和42年5月1日 | 楢山本新町上丁（一部） ならやまもとしんまちかみちょう       |
| 南通みその町 | 昭和42年5月1日 | 亀ノ丁新町（一部） かめのちょうしんまち                     |
| 南通みその町 | 昭和42年5月1日 | 亀ノ丁本新町（一部） かめのちょうもとしんまち               |
| 南通みその町 | 昭和42年5月1日 | 築地中町（一部） つきじなかちょう                           |
| 南通みその町 | 昭和42年5月1日 | 築地西町 つきじにしちょう                                   |
| 南通みその町 | 昭和42年5月1日 | 長野下新町末南丁 ながのしたしんまちすえみなみちょう         |
| 南通みその町 | 昭和42年5月1日 | 楢山中町（一部） ならやまなかちょう                         |
| 南通みその町 | 昭和42年5月1日 | 楢山本町下丁（一部） ならやまほんちょうしもちょう           |
| 南通みその町 | 昭和42年5月1日 | 楢山本新町上丁（一部） ならやまもとしんまちかみちょう       |
| 南通みその町 | 昭和42年5月1日 | 楢山本新町下丁（一部） ならやまもとしんまちしもちょう       |
| 南通宮田     | 昭和42年5月1日 | 築地北町（一部） つきじきたちょう                           |
| 南通宮田     | 昭和42年5月1日 | 長野下新町（一部） ながのしたしんまち                       |
| 南通宮田     | 昭和42年5月1日 | 長野下新町東丁（一部） ながのしたしんまちひがしちょう       |
| 南通宮田     | 昭和42年5月1日 | 長野下新町南横丁（一部） ながのしたしんまちみなみよこちょう |
| 南通宮田     | 昭和42年5月1日 | 楢山字観音前（一部） ならやま あざかんのんまえ              |
| 南通宮田     | 昭和42年5月1日 | 楢山字楢山（一部） ならやま あざならやま                    |
| 南通宮田     | 昭和42年5月1日 | 楢山字宮田（一部） ならやま あざみやた                      |
| 南通宮田     | 昭和42年5月1日 | 楢山桝取町 ならやまますとりまち                             |

## 教育

### 学区
小学校は秋田市立中通小学校か秋田市立築山小学校の学区になっている。中学校は全域が秋田市立秋田南中学校の学区になっている。

### 施設

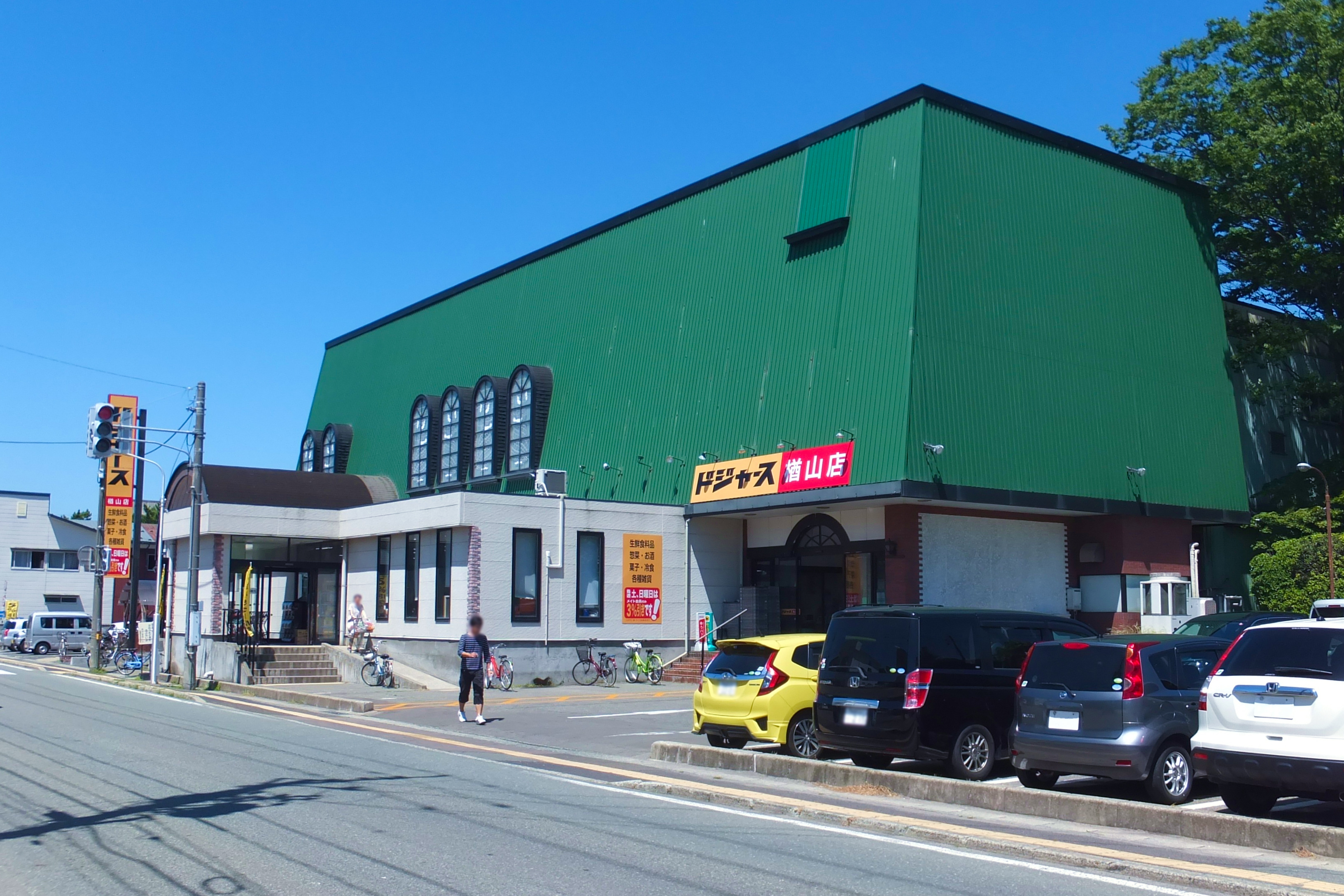
ドジャース楢山店

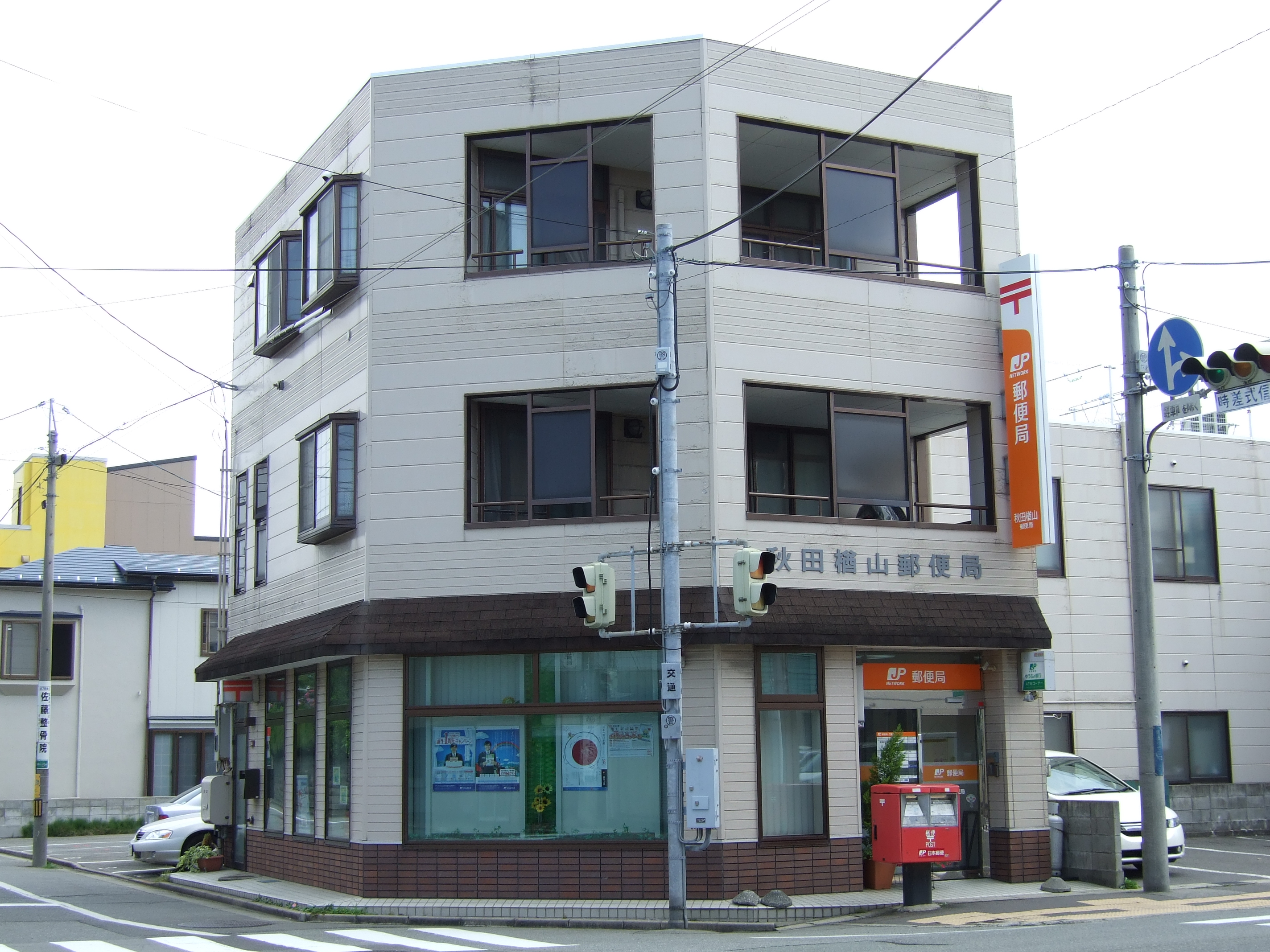
秋田楢山郵便局

- 秋田市立秋田南中学校
- 聖霊学園高等学校
- 聖霊女子短期大学付属幼稚園・保育園
- ならやま認定こども園

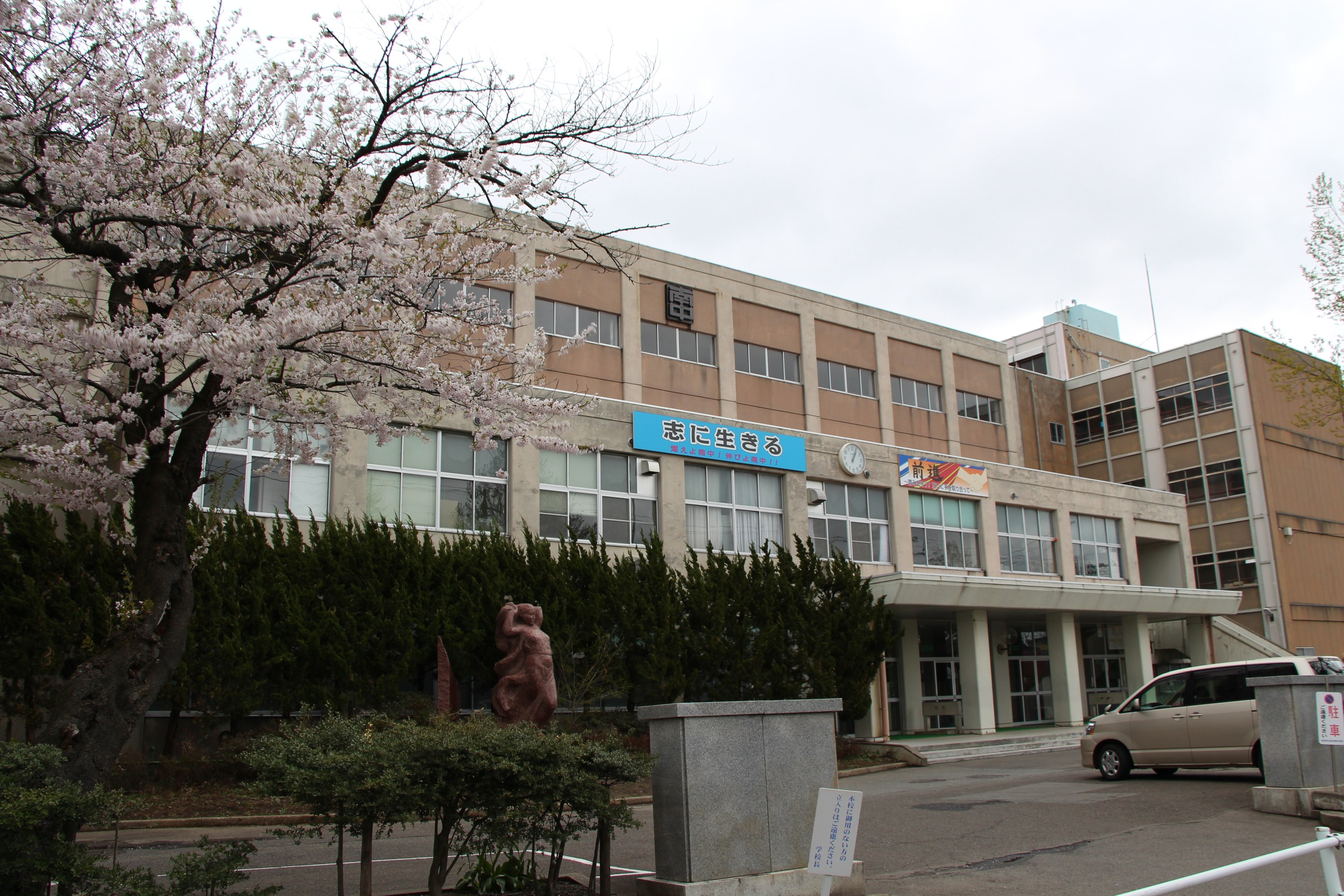
秋田南中学校
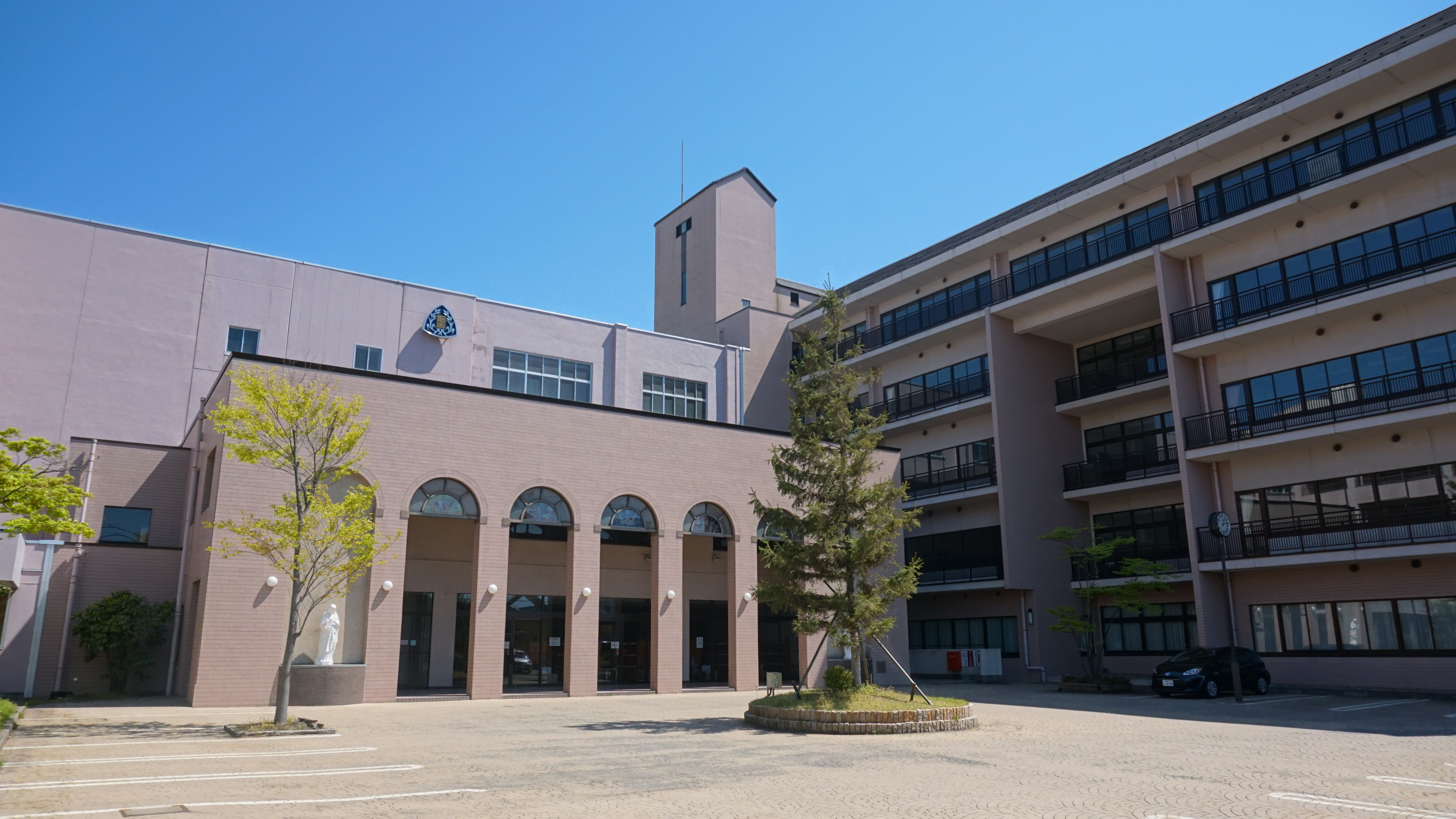
聖霊学園高等学校

## 交通

### 鉄道
南通宮田の東端にJR東日本羽越本線が通っているが、駅はない。最寄り駅は中通七丁目にあるJR東日本奥羽本線・羽越本線・秋田新幹線の秋田駅。

### バス
- 秋田中央交通
  - 系統540｜柳原経由御野場団地線
  - 系統542｜秋田高校線
  - 系統550｜大住・みなみ野団地線
  - 系統600｜茨島環状線（大町回り） - 平日のみ
  - 系統601｜茨島環状線（茨島回り） - 平日のみ
  - 系統713｜新屋線（秋田駅西口・西部サービスセンター発着・卸センター前経由）
    - （北都銀行前） - 有楽町 - （登町上丁）

  - 系統510｜仁井田御所野線（県庁市役所経由）
  - 系統511｜仁井田御所野線（長崎屋BT経由）
  - 系統524｜牛島経由御野場団地線
  - 系統531｜大野線
  - 系統570｜二ッ屋福島線
    - （北都銀行前） → 有楽町 → 楢山広小路 → （楢山南中町）
    - （登町上丁） → 有楽町 → （北都銀行前）

  - 系統343｜赤沼線（秋田駅西口発日赤病院前着）
    - （東通仲町） → 中通七丁目 → 南大通り・中通病院前 → 中通六丁目郵便局前 → 五丁目橋 → （北都銀行前）

  - 系統560｜南大通り経由日赤病院線（秋田駅西口発日赤病院前着）
    - （市民市場前） → 南大通り・中通病院前 → 中通六丁目郵便局前 → 五丁目橋 → 有楽町 → 楢山広小路 → （楢山南中町）

  - 系統561｜南大通り経由日赤病院線（日赤病院前発秋田駅西口着）
    - （登町上丁） → 有楽町 → 五丁目橋 → 中通六丁目郵便局前 → 南大通り・中通病院前 → （市民市場前）

#### かつてあったバス
- 秋田中央交通
  - 系統610｜楢山大回り線
    - （明田地下道入口） - 築地北丁 - 築地下丁 - 楢山本町 - （楢山広小路）

  - 系統573｜二ッ屋福島線（築山小学校前経由）
  - 系統573｜雄和線
    - （明田地下道入口） - 築地北丁 - 築地下丁 - （築山小学校前）

  - 系統421｜桜ガ丘線（梨平行）
  - 系統431｜明田・築地経由ノースアジア大学線
    - （明田地下道入口） - 築地北丁 - 築地下丁 - （楢山大元町）

### 道路

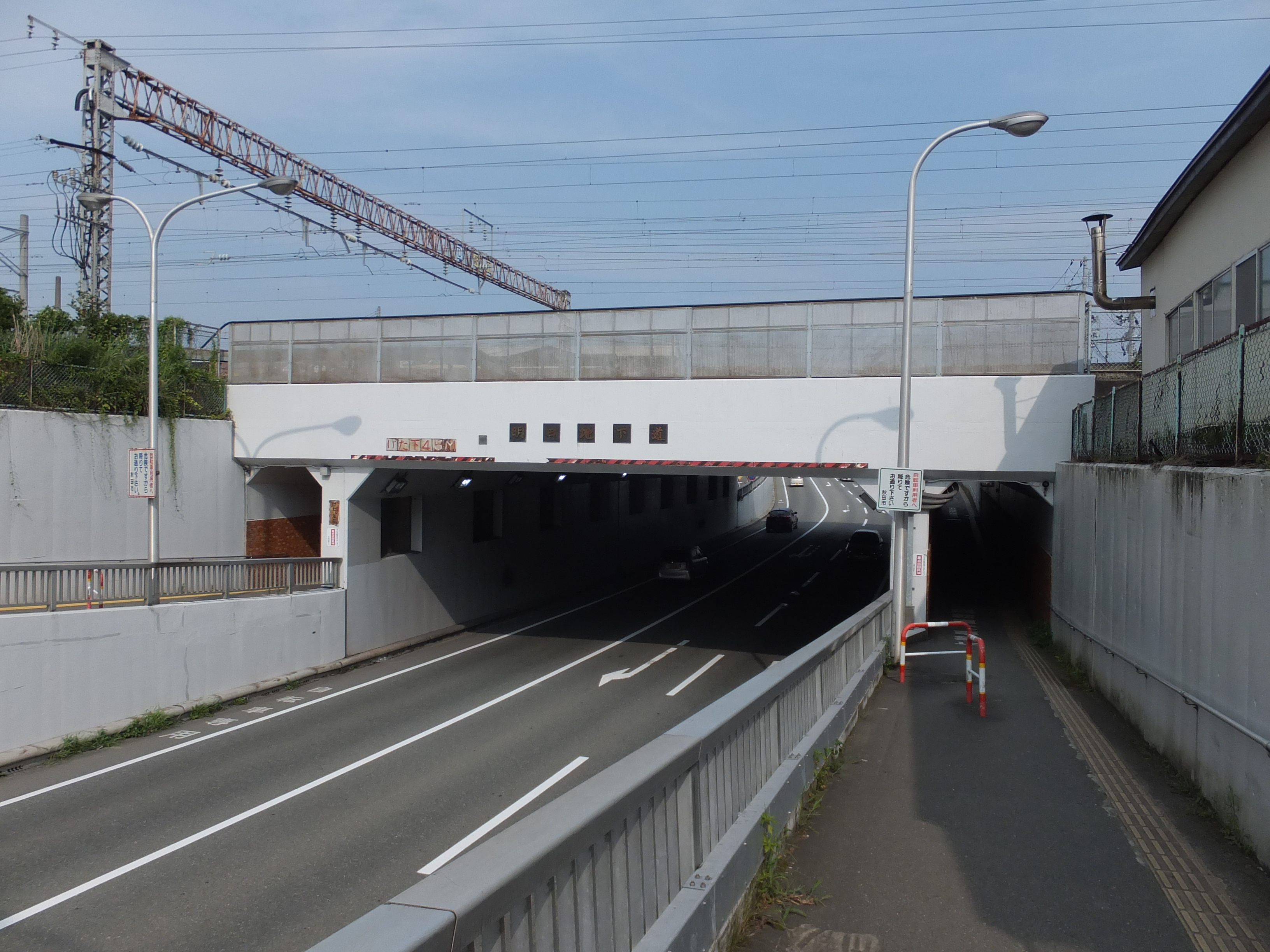
秋田市道川尻広面線にある「明田地下道」

- 秋田県道28号秋田岩見船岡線（有楽町通り）
- 秋田市道川尻広面線
  - 南大通り
  - 横町通り(五丁目橋）
- 楢山広小路
- 秋田市道大堰端線

## 施設

### 南通亀の町
- 秋田共立クリニック
- 秋田銀行研修センター如学館
- 秋田楢山教会
- ヤマキウ南倉庫

### 南通築地
- あきた保育園
- 秋田ト一屋本社
  - ドジャース楢山店
- 中通生協本店
- 東日本高速道路秋田職員宿舎
- 北日本コンピューターサービス

### 南通みその町
- 中通総合病院
- 聖霊学園高等学校
- 秋田楢山郵便局
- 広栄堂

### 南通宮田
- 細谷病院
- JR東日本社宅（1 - 4、イーストハイム宮田、等）

### かつてあった施設

#### 南通亀の町
- 秋田簿記専修学校
- シアタープレイタウン
- 秋田メモリアルクリニック（2023年の豪雨被災により閉業）

#### 南通みその町
- 星の湯（閉業・跡地はクラフトビール醸造所HOPDOG BREWINGになっている）
- 秋田銀行楢山支店（南通り支店内に移転）
- 秋田印刷製本株式会社（御所野に移転）

#### 南通宮田
- 旅館太平閣

## 出身者
- 池田謙三（冶金学者）
- 井口阿くり (体操家)
- ジョウ・オハラ (俳優)
- 小野崎通亮 (久保田藩士)
- 畑隆太郎 (政治家)
- 人見誠治 (ジャーナリスト)